# Басок Василь Якович
Василь Якович Басок (псевдоніми — В. Б. Івась, Сількор дядько Бас; нар. 22 квітня 1906, Соснівка, Конотопський повіт, Чернігівська губернія — пом. 1938, ГУЛАГ СРСР) — український поет-лірик, перекладач з російської літератури, журналіст та громадський діяч. Член літературної організації «Молодняк». Становий козак. 
Жертва сталінського терору.

## Біографія
Народився у багатій козацькій родині — найменшим сином у багатодітній (восьмеро дітей) родині козака та волосного урядника Якова Баска. Після початкової школи у селі Соснівка Конотопського повіту, навчався у Воздвиженській сільськогосподарській школі Ямпільського району.
Згодом очолив завком на цегельному заводі, був активістом загальної грамотності, організував хату-читальню. Здібного юнака, який писав вірші, незабаром рекомендували на роботу до глухівської окружної газети «Червоне село». Тут його вірші друкувалися систематично.
Друкуватися почав з 1926.
У колективному збірнику «Вперед» (Глухів, 1928) вміщені поезії та перші прозові твори. 1930 вийшла друком перша збірка Баска «Розорані межі», наступного року — «Рушай на врожай» та «Гримлять квартали» у престижному харківському видавництві. Критика зауважує, що вірші сповнені запалом юності, нестримним бажанням життя, вітру й перемін, зокрема у вірші "І знову день": 
| - Туман, туман... - І крізь фіранку - чола торкнувся вогкий ранок. - І враз - де сон, - І враз - де ніч? - Пригріта ковдра пада з пліч. - Із кухонь чути гасу чад - - із кухонь - примуси сичать. - Мерщій же м'язами під ґрантом - з холодним струменем пограйся - і мчи, - бо сонце злотороге - новому дню веде дорогу, - бо сонце - скаче - акробатом - на перехрестях кострубатих. - За ним трамваї - і юрба... - Трам-тарам-ба... - Трам-тарам-ба... - Спіши, спіши, - щоб не відстать! |
Про молодого поета заговорили в «Плузі» як про здібного і перспективного, що добре знає село і його проблеми. Але не довго автор тішився популярністю серед колег. На той час у його біографії виявлено «злочин» — батьки в Соснівці були піддані терору як «куркулі», а сам він став об'єктом систематичного цькування, особливо під час Голодомору 1932–1933. Пізніше, в листі до дружини, він писав:
| «1930 — 1931 рр. вийшли збірки моїх віршів. Дебют був досить вдалим. Потім я зіткнувся з бюрократами і ханжами від літератури. «За гріхи батьків» став козлом відпущення. Мені все це так остогидло, так морально сковеряло душу, що «змовкла моя божественна ліра», і я втік у провінцію, працював у поті чола в газеті». |
1935 Басок фактично утік до Кременчука, влаштувався відповідальним секретарем редакції районної газети. Публікував, крім газетярських матеріалів, нові вірші, переклади російських поетів. Але у вересні 1936 звільнений з роботи «як класово чужий елемент». Після цього переїхав до Чернігова, де став співробітничати в місцевій газеті «Більшовик». Проте в листі до дружини 30 липня 1936 зазначав:
| «Мені здається, що на мене тут косують оком...» А в серпні на зборах письменницької організації з порядком денним «Боротьба з троцькістсько-авербахівською та націоналістичною диверсією в літературі і стан підготовки до 20-річчя Жовтня» було зауважено: «Тов. Басок — поет здатний, але останнім часом чомусь уперто мовчить...» Відповідь була такою: «Мій батько був урядником. За це я два рази виключався з комсомолу. Батька в 1930 році розкуркулено. Він арештований (за чутками) як член СВУ і розстріляний. Точно не знаю. Це на мене вплинуло, я перестав писати...» |
За кілька днів поета арештували члени угруповання НКВД і та ж сама компанія (постанова «трійки» УНКВД Чернігівської області) засудила поета на 10 років виправно-трудових таборів в Росії, на Далекому Сході. Звідти він писав дружині:
| «Я не злочинець, я ні в чому не винен перед Батьківщиною і трудовим народом — так я заявляв на слідстві... Так готовий заявити на повен голос... Живу надією, що будуть ще розглядати глибше, і в такому разі моя доля обов'язково зміниться на краще. Звинувачення мені було пред'явлено в абстрактній формі: участь в антирадянській націоналістичний організації і антирадянська агітація» (13 квітня 1938 р.). «За станом здоров'я не можу бути в числі передових. Мене зарахували до третьої категорії... Працюю під конвоєм, дуже стомлююся» (15 квітня 1938 р.). В останньому листі від 1 серпня того ж року повідомив: «Пишу з Владивостока. Чекаємо відправки. В перспективі, мабуть,— Колима». |
Його справді переправляли на Колиму, в суворіші табори. Проте у тридцятидворічного поета вже було зовсім підірване здоров'я. На початку 1939 року дружина одержала офіційне повідомлення НКВД СССР, що В. Я. Басок «помер 8 жовтня 1938 року від розриву серця».
1954 реабілітовано самими комуністами посмертно.

## Твори
- «Розорані межі», 1930;
- «Рушай на врожай», 1931;
- «Гримлять квартали», 1931. [Архівовано 11 серпня 2020 у Wayback Machine.]

1991 у звільненій від СРСР Україні вийшла збірка вибраних поезій Баска «Смугляві дні». Широкої популярності вже ніколи не мав.